# Latiano
Latiano ist eine süditalienische Gemeinde (comune) auf der apulischen Halbinsel Salento mit 13.461 Einwohnern (Stand: 31. Dezember 2023) in der Provinz Brindisi. Schutzpatron des Ortes ist die hl. Margareta von Antiochia. Es existiert seit 1980 eine Städtepartnerschaft mit der Stadt Pompei.
In Latiano befindet sich das Museo del sottosuolo, Italiens erstes Museum, welches sich mit der unterirdischen Welt befasst.

## Geographie
Das Gemeindegebiet umfasst eine Fläche von 54,78 km². Der Ort liegt auf einer Höhe von 97 Metern über dem Meer.
Ortsteile (frazioni) sind Caputi, Mileto, Muro Tenente, Sottodivisione Fieo 1, Sottodivisione Fieo 2, La Specchia, Paradiso, Le Caselle (Abitato Zona Industriale), Cotrino, Madonna Di Gallana (condivisione con Comune di Oria), Moreno, Cazzato, Errico, Martuccio, San Francesco, Camarda, Cupa, Grottole, Asciulo, San Donato und Tussano. Nachbargemeinden von Latiano sind Brindisi, Francavilla Fontana, Mesagne, Oria, San Michele Salentino und San Vito dei Normanni.
Der Bahnhof Latiano liegt an der Bahnstrecke Taranto–Brindisi.

## Bevölkerungsentwicklung
Latiano zählt 5.359 Privathaushalte. Bis 1991 ist die Einwohnerzahl kontinuierlich gestiegen. Zwischen 1991 und 2001 fiel die Einwohnerzahl von 15.592 auf 15.371. Dies entspricht einer prozentualen Abnahme von 1,4 Prozent.

## Persönlichkeiten
- Bartolo Longo (1841–1926), katholischer Seliger
- Francesco Monaco (* 1960), Fußballspieler
- Daniela Sbrollini (* 1971), Politikerin